# Virglkopf
Virglkopf är ett berg i Österrike.   Det ligger i förbundslandet Tyrolen, i den centrala delen av landet. Toppen på Virglkopf är 3 036 meter över havet.
Den högsta punkten i närheten är Rötspitze, 3 495 meter över havet, sydväst om Virglkopf.
Trakten runt Virglkopf består i huvudsak av kala bergstoppar och isformationer.